# Zdzisław Kawecki
Zdzisław Szczęsny Kawecki, du clan Gozdawa, (né le 21 mai 1902 à Husiatyn en Autriche-Hongrie - mort en  avril 1940 lors du massacre de Katyń) est un rittmeister de cavalerie polonaise, médaillé d'argent olympique de concours complet d'équitation à Berlin.

## Biographie
Zdzisław Szczęsny Kawecki est le fils de Stanisław et Jadwiga Gańczakowska, il suit ses études secondaires à Husiatyn, Vienne et Kołomyja, mais c'est à Stanisławów qu'il obtient son baccalauréat en 1921. En 1918 il entre dans l'Organisation militaire polonaise (Polska Organizacja Wojskowa) pour incorporer en juin 1919 l'Armée polonaise. L'année suivante il prend part à la guerre soviéto-polonaise.
Il est diplômé de l'École des aspirants de l'Armée de Terre (Szkoła Podchorążych Piechoty) de Varsovie et de l'École de cavalerie de Przemyśl. Affecté tout d'abord au 18e régiment de cavalerie, il est ensuite transféré au 26e régiment de cavalerie, puis au 10e régiment de cavalerie. Il devient instructeur au centre de formation de cavalerie (Centrum Wyszkolenia Kawalerii) avant de rejoindre le 7e régiment de cavalerie de Grande-Pologne.
Dès les années 1920 il est un cavalier renommé. Il participe aux Jeux olympiques d'été de 1936 au concours complet d'équitation auquel il est classé 18e en individuel et remporte la médaille d'argent par équipe (avec Seweryn Kulesza et Henryk Leliwa-Roycewicz). Il termine l'épreuve malgré deux côtes cassées au cross.
Pendant la campagne de Pologne, il combat au sein de la brigade de cavalerie Grande Pologne. Après l'invasion soviétique de la Pologne il est arrêté par l'Armée rouge, détenu au camp de Kozelsk, il est fusillé à Katyń par les agents du NKVD. Il est enterré au cimetière militaire polonais à Katyń.

## Promotions militaires
| sous-lieutenant | 25 novembre 1920                |
| lieutenant      | 1923                            |
| rotmistrz       | 1938 ?                          |
| commandant      | 5 octobre 2007 à titre posthume |

## Décorations
- Médaille du 10e anniversaire de l'indépendance
- Médaille commémorative de la guerre 1918-1921

## Postérité
Le 25 avril 2009 devant le collège de Rybnik un chêne à la mémoire de rotmistrz Kawecki a été planté. À proximité de l'arbre est apposée une plaque commémorative grâce à la générosité des habitants de la ville et des collégiens.